# Last Christmas (Whigfield)
Last Christmas è un singolo di Whigfield del 1995, cover dell'omonimo brano degli Wham!.

## Versioni
1. "Last Christmas" (Major version)
2. "Last Christmas" (Minor version)
3. "Last Christmas" (Major Mild EQ version)
4. "Last Christmas" (K David version)
5. "Last Christmas" (David version)
6. "Last Christmas" (MBRG version)
7. "Last Christmas" (MBRG radio edit)

## Classifiche
| Classifica (1995) | Posizione massima |
| ----------------- | ----------------- |
| Belgio (Vallonia) | 38                |
| Finlandia         | 12                |
| Irlanda           | 24                |
| Paesi Bassi       | 34                |
| Regno Unito       | 21                |
| Spagna            | 4                 |
| Svezia            | 53                |